# Manthey-Racing
Manthey Racing ist ein deutsches Motorsportteam mit Sitz in Meuspath am Nürburgring. Seine größten Erfolge sind sieben Gesamtsiege beim 24-Stunden-Rennen auf dem Nürburgring in den Jahren 2006 bis 2009 sowie 2011, 2018 und 2021. Das geschichtsträchtige 24-Stunden-Rennen von Le Mans hat Manthey ebenfalls schon mehrfach gewonnen, zuletzt als Einsatzmannschaft des Porsche GT Teams im Jahr 2022. Das Team feierte den Erfolg in der GTE-Pro Kategorie beim finalen Le Mans-Einsatz der beiden Werks-Porsche 911 RSR.

## Unternehmen

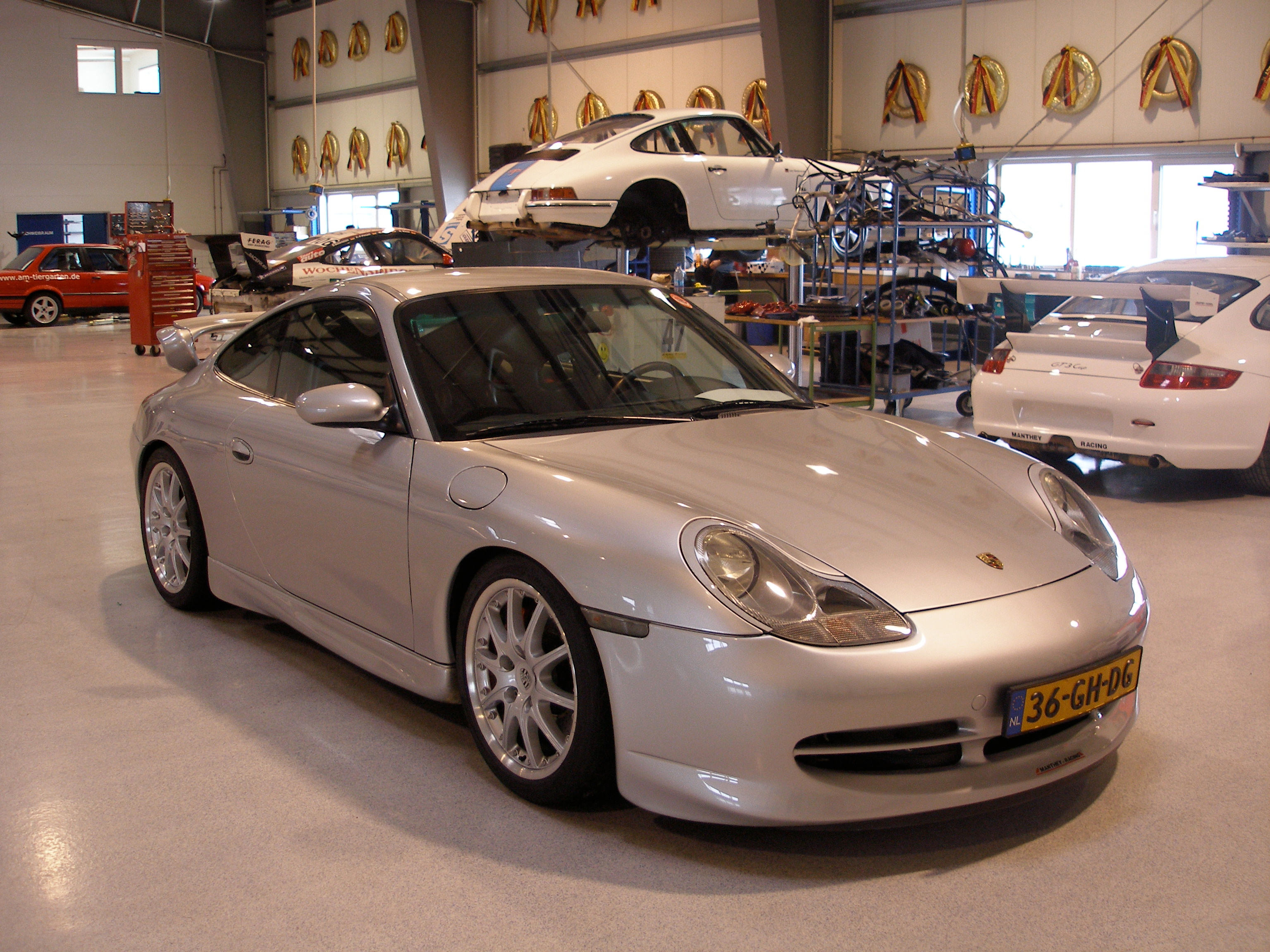
Tuning von Serienfahrzeugen und Automobilrestaurierung bei Manthey Motors

Das Team betreibende Unternehmen Manthey-Racing GmbH wurde 1996 von Olaf Manthey in Rheinbreitbach gegründet und ist darauf spezialisiert, Porsche-Rennfahrzeuge zu entwickeln, zu bauen und im Motorsport einzusetzen. Seit 1997 werden unter dem Geschäftszweig Manthey Motors auch individuelle Tuningmaßnahmen nach Kundenwunsch an Straßenfahrzeugen angeboten. Durch die wachsenden Aktivitäten brauchte das Unternehmen einen größeren Standort und ist daher heute im Gewerbegebiet „Meuspath am Nürburgring“ nahe der Nordschleife ansässig. Im Dezember 2012 gaben Olaf Manthey, Nicolas und Martin Raeder bekannt, dass die Raeder Automotive GmbH mit der Manthey-Racing GmbH im Jahr 2013 fusioniert. Seit Ende 2013 besteht die Manthey-Racing GmbH aus
vier Abteilungen: Manthey-Racing, Manthey Motors, Manthey TZN und Raeder Motorsport.
Am 17. Dezember 2013 gaben Porsche und Manthey-Racing GmbH bekannt, dass die Dr. Ing. h. c. F. Porsche AG die Mehrheitsbeteiligung von 51 Prozent an der Manthey-Racing GmbH erworben hat.

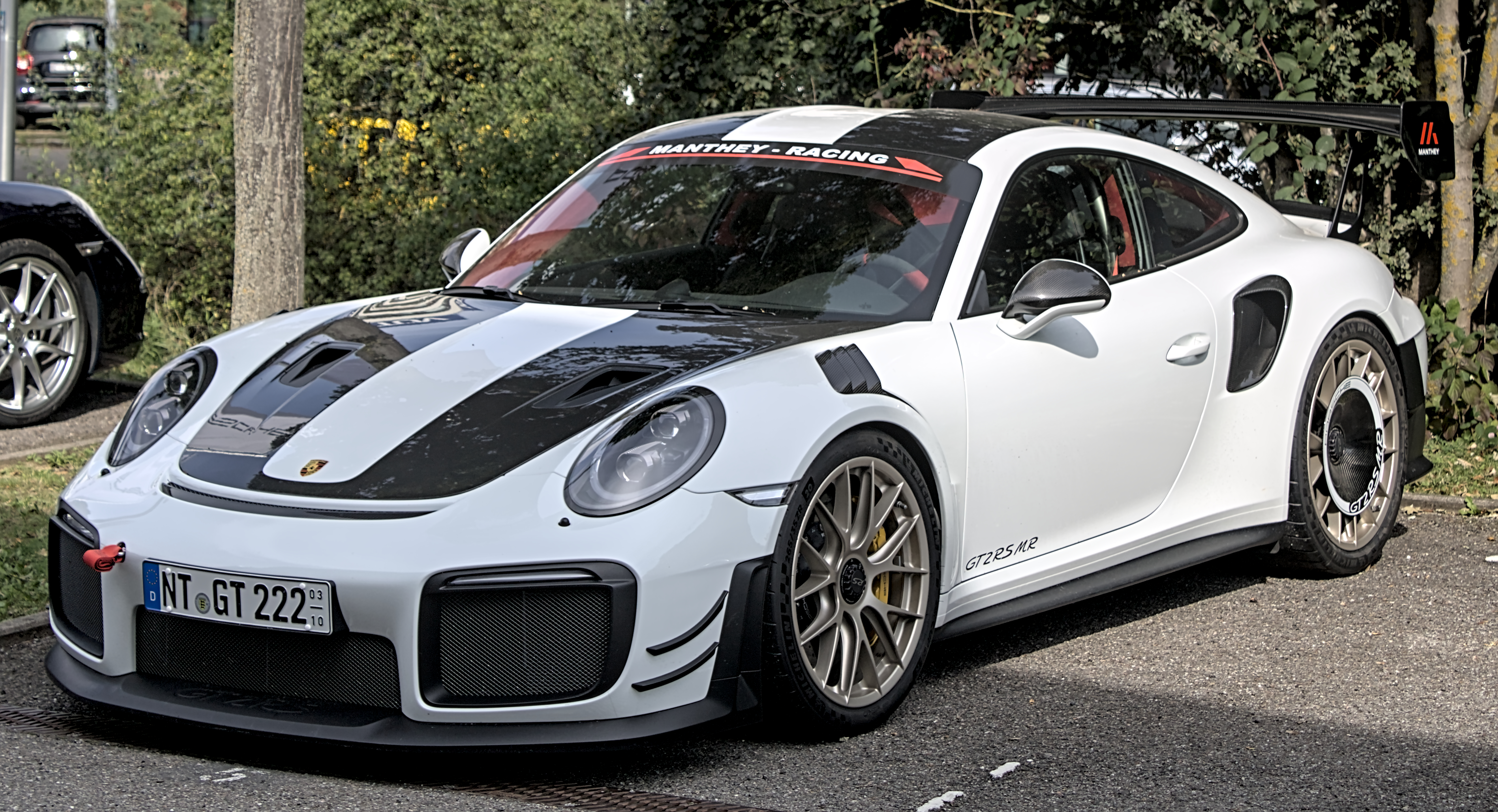
Porsche 911 GT2 RS MR

Am 25. Oktober 2018 stellte ein von Manthey-Racing modifizierter Porsche 911 GT2 RS MR einen neuen Rundenrekord für straßenzugelassene Sportwagen auf der Nürburgring-Nordschleife auf. Der Wagen, pilotiert von Porsche-Werksfahrer Lars Kern, umrundete die 20,832 km lange Strecke in einer Zeit von 6:40,3 Minuten und unterbot so den bestehenden Rekord für Straßenfahrzeuge um über 4,6 Sekunden.
Im Mai 2021 führte das Unternehmen einen neuen Markenauftritt ein. Aus der Marke Manthey-Racing wurde die neue Marke Manthey. Die Firmierung Manthey-Racing GmbH blieb bestehen. Das neu eingeführte Logo setzt sich aus einem stilisierten „M“ und dem komplett neu gestalteten „Manthey“-Schriftzug zusammen. Die Unternehmensfarben bleiben Schwarz, Rot und Weiß.

## Motorsporthistorie

### Anfänge im Porsche Supercup
Im Gründungsjahr 1996 stieg Manthey-Racing direkt in den Porsche Supercup ein. Seinen sportlichen Höhepunkt in dieser Serie hatte das Team gegen Ende der 1990er-Jahre, da zu dieser Zeit sowohl Team- als auch Fahrerwertung, teilweise sogar mit Doppelsiegen, gewonnen werden konnten.

### Werkseinsätze mit neuen Porsche-Rennfahrzeugen
1999 wurden Manthey-Racing und das amerikanische Team Champion Racing dazu auserkoren, als inoffizielle Vertreter des Werkes bei den 24 Stunden von Le Mans erstmals den neuen wassergekühlten Porsche 996 GT3-R einzusetzen. Die beiden GT3 waren, neben zwei luftgekühlten Porsche 993 RSR, als Vertreter der GT-Klasse die nominell schwächsten im Feld der 45 Rennwagen. Die Fahrer von Manthey, Uwe Alzen, Patrick Huisman und Luca Riccitelli, erreichten den 13. Gesamtrang und den Klassensieg vor den Kollegen von Champion Racing, Dirk Müller, Bob Wollek und Bernd Mayländer, auf dem 19. Platz.
2006 hatte Manthey-Racing erneut einen Einsatz als Werksteam, als der neue Porsche 997 GT3 RSR beim 24-Stunden-Rennen von Spa-Francorchamps debütierte. Die beiden Manthey-Porsche erreichten einen Doppelsieg in ihrer Klasse, wobei Lucas Luhr, Sascha Maassen, Luca Müller und Marcel Tiemann den 14. Platz errangen und hinter ihnen Timo Bernhard, Marc Lieb und Pedro Lamy auf Platz 15 folgten.

### DTM

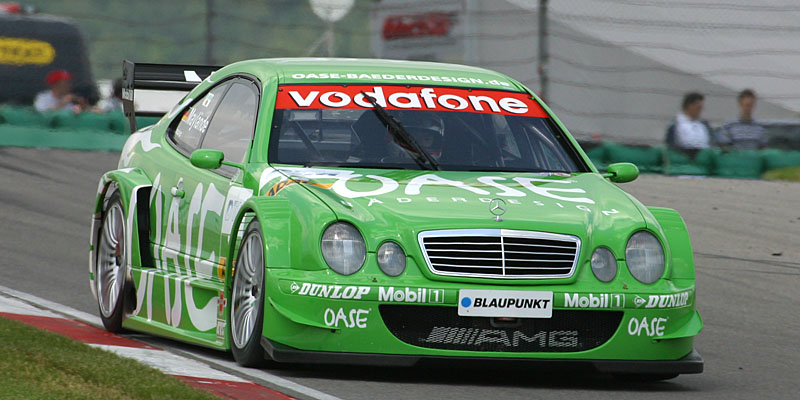
Bernd Mayländer im DTM-Mercedes auf dem Sachsenring 2002

2001 stieg Manthey-Racing mit zwei neuen Mercedes-Benz CLK in die DTM ein. Als Fahrer waren Patrick Huisman und Bernd Mayländer für das Team aktiv. Marcel Tiemann bestritt einige Rennen als Ersatzfahrer für Bernd Mayländer. Während der Saison konnte neben drei Podestplatzierungen auch ein Sieg im letzten Lauf in Hockenheim erreicht werden – der erste Sieg eines „Kundenteams“ in der neuen DTM. Die Saison wurde auf dem dritten Rang in der Teamwertung abgeschlossen. Da ab der Saison 2002 nur noch vier neue Mercedes-Benz CLKs für die HWA AG zur Verfügung standen, musste Manthey-Racing weiterhin mit den alten Vorjahresfahrzeugen antreten. Diese waren gegenüber den komplett neu entwickelten Mercedes-Benz CLK von 2002 und den weiterentwickelten Audi TT-R und Opel Astra Coupés nicht mehr konkurrenzfähig, und es konnte kein einziger Punkt erlangt werden. So zog sich das Team am Ende der Saison aus der DTM nach zwei Jahren wieder zurück.
Nach der Auflösung der GTE-Pro-Klasse in der internationalen Langstrecken-Weltmeisterschaft (WEC) Ende 2022 kamen Gerüchte über den erneuten Einstieg von Manthey-Racing in die DTM auf. Im Februar 2023 bestätigte das Team die Rückkehr in die deutsche Rennserie offiziell. Zusammen mit dem australischen Team EMA-Motorsport ging Manthey-Racing unter dem Namen „Manthey EMA“ mit zwei neuen Porsche 911 GT3 R der Generation 992 an den Start der DTM-Saison 2023. Als Fahrer wurden Thomas Preining und Dennis Olsen bekannt gegeben. Manthey EMA konnte in der Debüt-Saison gleich drei Rennsiege und insgesamt zehn Podestplätze feiern. Diese Leistung bedeutete nicht nur den Gewinn der Teamwertung für Manthey EMA und den ersten Platz in der Fahrermeisterschaft für Thomas Preining, sondern verhalf Porsche auch zum ersten Herstellertitel in der DTM.

### Erfolge auf dem Nürburgring

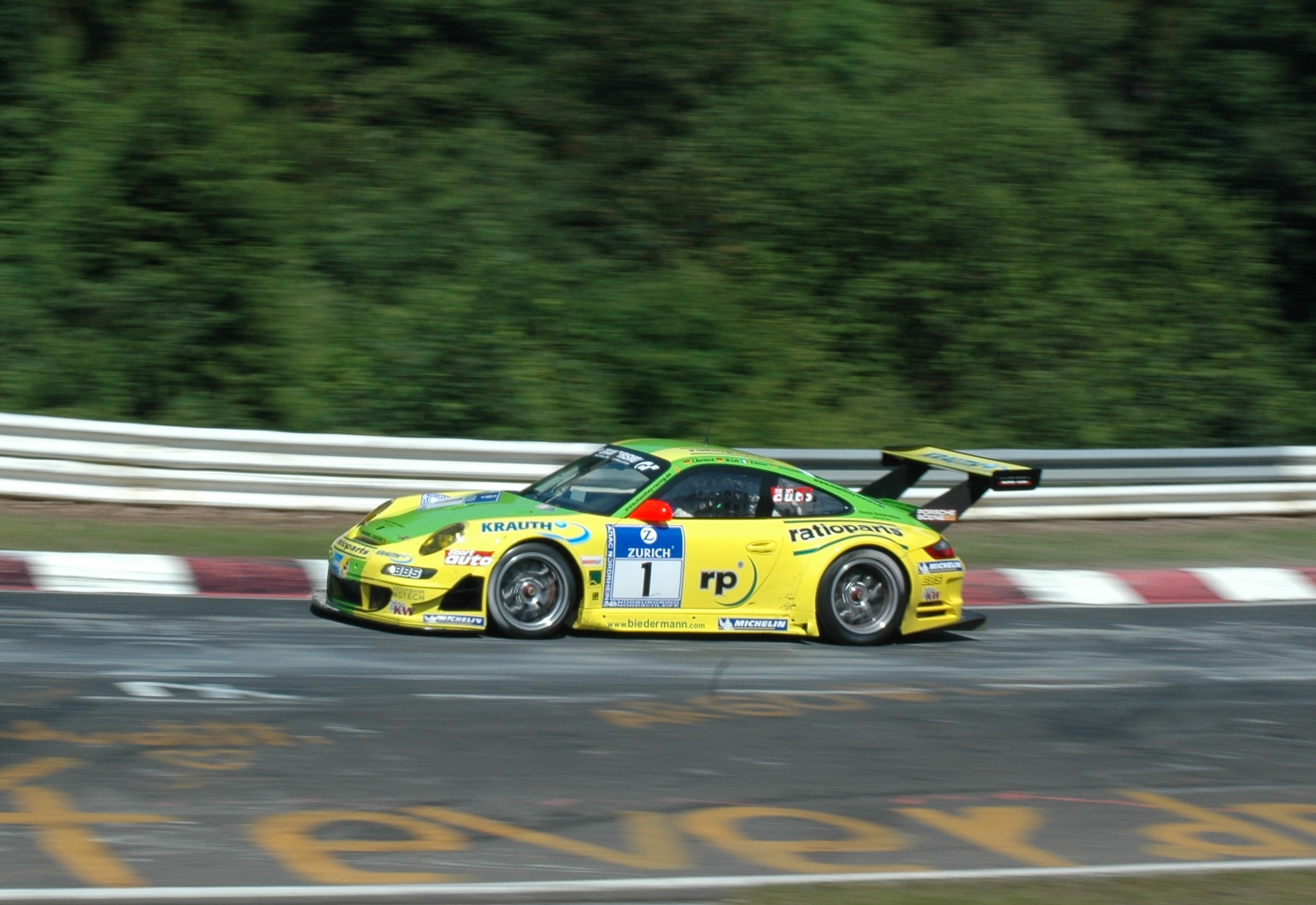
Der Manthey-Porsche 997 GT3 RSR, hier im Jahr 2007, war auch 2008, 2009 und 2011 beim 24-h-Rennen auf dem Nürburgring siegreich.

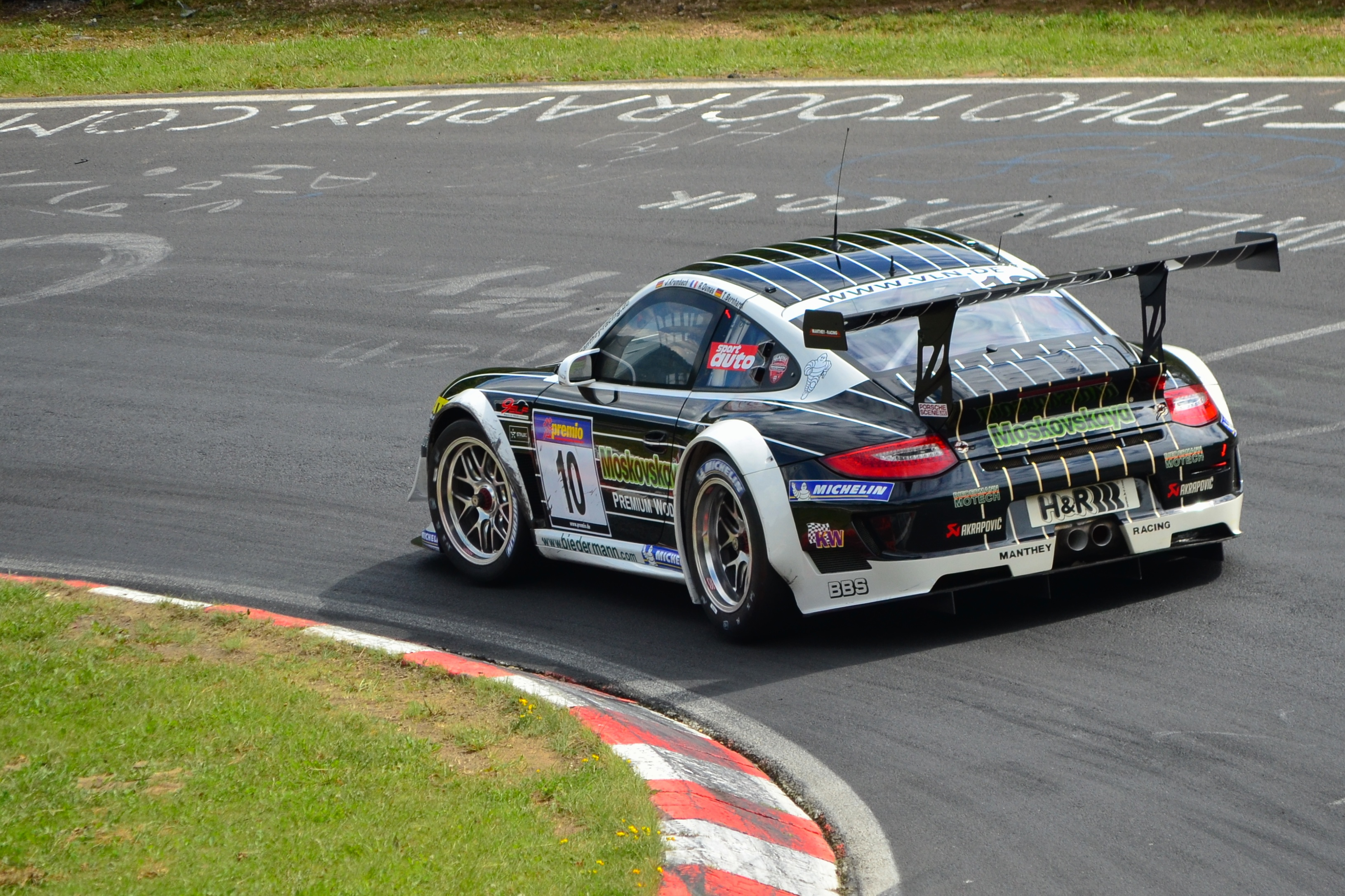
Porsche 911 GT3 R 997 im Nadelstreifen-Design auf der Nordschleife in der VLN 2012

Seit längerer Zeit bestreitet Manthey-Racing mit selbstaufgebauten Porsche das 24-Stunden-Rennen auf dem Nürburgring und Rennen der BFGoodrich Langstreckenmeisterschaft. Nach zwei Podestplatzierungen 2003 und 2004 und einem durch einen Unfall bedingten neunten Rang 2005 gelang 2006 mit den Fahrern Lucas Luhr, Timo Bernhard, Mike Rockenfeller und Marcel Tiemann auf Porsche 911 GT3-MR erstmals der Sieg beim 24-Stunden-Rennen auf dem Nürburgring.
Seit 2007 wird der neue Porsche 997 GT3 RSR eingesetzt. Mit diesem Fahrzeug war Manthey-Racing mit der Fahrerbesatzung Marc Lieb, Timo Bernhard, Romain Dumas und Marcel Tiemann 2007, 2008 und 2009 erneut siegreich und es gelangen somit vier Siege in Folge bei dieser Veranstaltung. Der zweite Manthey-Porsche, der von Manthey-Racing bis 2006 als Hauptfahrzeug eingesetzt wurde, erreichte 2008 den zweiten Rang. Ein Porsche 997 GT3 Cup S, welcher im folgenden Jahr die zweite Speerspitze des Teams bildete, errang 2009 Platz drei. Im Jahr 2010 pausierte der GT3 RSR, stattdessen setzte Manthey-Racing in der VLN und beim 24-Stunden-Rennen einen neuen Porsche 997 GT3 R ein, der letzteres Rennen bis kurz nach 22 Uhr anführte, als er nach einer unverschuldeten Kollision mit einem langsameren Teilnehmer ausschied.
Durch die Balance of Performance sah Manthey für 2011 wieder die Möglichkeit, den „Dicken“ RSR wieder am Nürburgring einzusetzen, und nutzte diese auch: in der VLN wechselten sich in den Läufen vor den 24 Stunden der R und RSR mit Einsätzen ab, während beide Fahrzeuge letzteres Rennen in Angriff nahmen. Der R, den Manthey als zweites Ass im Ärmel für den Fall eines Ausfalls des RSR bereithielt und mit der gleichen Fahrerpaarung besetzte, wurde nach den ersten beiden Stints zurückgezogen um sich auf den RSR zu konzentrieren. Am Ende gewann Manthey mit dem RSR das Rennen und stellte mit 156 Runden einen neuen Distanzrekord auf.
Des Weiteren nehmen diverse Privatteams mit von Manthey-Racing betreuten Porsches an der Langstreckenmeisterschaft und am 24-Stunden-Rennen auf dem Nürburgring teil.
2018 war das 24-Stunden-Rennen wieder sehr knapp. Manthey-Racing hatte nach dem Top-30-Qualifying einen Porsche 911 GT3 R auf Platz 1 (Das Auto mit der Startnummer 911) und einen auf Platz 6 (Das Auto mit der Startnummer 912) qualifiziert. Direkt in der ersten Runde hatte die #912 ein Reifenproblem und musste daher nach der GP-Strecke in die Box kommen. Nach einem Reifenwechsel konnte dieser die Fahrt wieder aufnehmen. Gleichzeitig gewann die #911 immer größeren Vorsprung zum restlichen Feld. Alles lief ohne Zwischenfälle weiter, bis um ca. 1:30 Uhr. Die #911 bekam eine Zeitstrafe von 3:32 Minuten wegen einer Geschwindigkeitsüberschreitung in einer Code-60-Phase. Zudem flog in dieser Runde Romain Dumas im #911 911er im Bereich Schwalbenschwanz ab. Später in der Nacht konnte sich die #912 nach einem harten Kampf Platz 1 sichern. Um ca. 7 Uhr am Morgen sorgte Nick Tandy noch einmal für Aufregung als sich der #912er Porsche im Bereich Hatzenbach drehte. Um ca. 10:15 Uhr erhielt auch die #912 eine Zeitstrafe von 3:32 Minuten, auch wegen einer Code-60-Phase. Als das Rennen um ca. 12 Uhr abgebrochen wurde, lag der 911er mit der Startnummer 912 auf Platz zwei hinter dem AMG GT3 mit der Startnummer 4. Um ca. 14 Uhr überquerte das Feld die Linie und das Rennen war wieder eröffnet. Nun galt es die restliche Zeit von eineinhalb Stunden durchzuhalten. Der Rückstand des #912 911ers auf den #4 AMG GT3 betrug nur noch wenige Sekunden. In einer außergewöhnlichen Regenschlacht konnte sich der 911er mit Makowiecki am Steuer am Ende der Start-Ziel-Geraden im Yokohama-S am Mercedes vorbeifahren, welcher sich nach einem kleinen Kontakt sogar drehte. Nun galt es mit etwas Vorsprung noch ca. eine Stunde zu bewältigen, was aus der Sicht von Porsche funktionierte. Die Sieger des 24-Stunden-Rennens standen fest: Richard Lietz, Patrick Pilet, Frédéric Makowiecki und Nick Tandy gewannen das 24-Stunden-Rennen auf dem Nürburgring im #912 911 GT3 R.

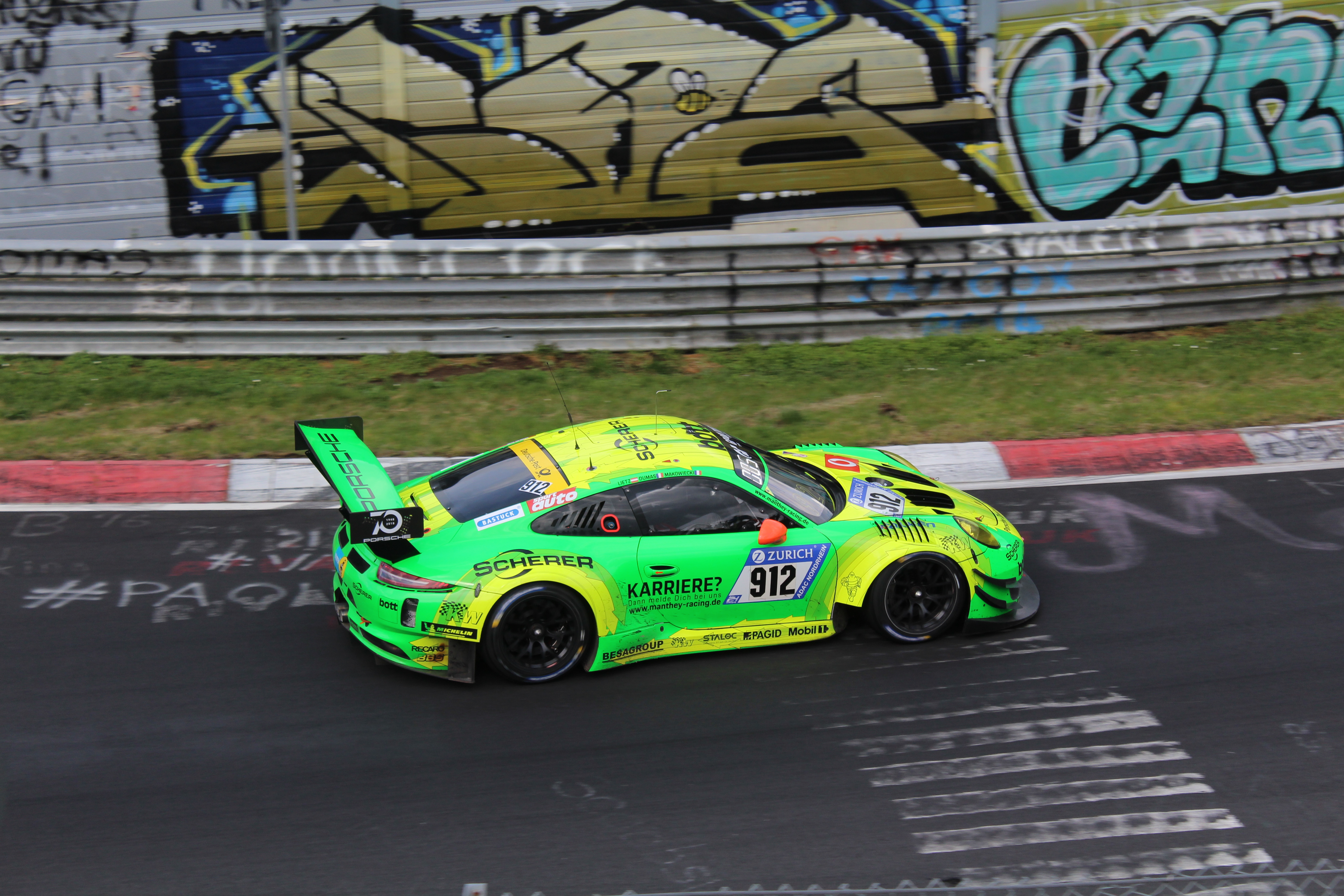
24 Stunden Nürburgring Sieger 2018 beim Qualifikationsrennen

## Erfolge (Auswahl)

### Deutsche Tourenwagen-Masters
- 2001: 3. Platz Teamwertung DTM auf Mercedes
- 2023: Sieg in Team- und Fahrerwertung (letztere mit Thomas Preining), zusammen mit anderen Porsche-Teams auch Sieg in der Markenwertung

### 24-Stunden-Rennen von Le Mans
- 1999: Sieg in der GT-Klasse (13. im Gesamtklassement)
- 2013: Sieg und 2. Platz in der LMGTE-Pro-Kategorie (15. und 16. im Gesamtklassement)
- 2014: 3. Platz in der LMGTE-Pro-Kategorie (17 im Gesamtklassement)
- 2022: Sieg in der LMGTE-Pro-Kategorie (28. im Gesamtklassement)

### 24-Stunden-Rennen auf dem Nürburgring
- 2003: 3. Platz im Gesamtklassement
- 2004: 3. Platz im Gesamtklassement
- 2006: Sieg im Gesamtklassement
- 2007: Sieg im Gesamtklassement
- 2008: Sieg und 2. Platz im Gesamtklassement
- 2009: Sieg und 3. Platz im Gesamtklassement (letzterer auch 2. Platz in Klasse SP9 GT3)
- 2011: Sieg in Gesamtklassement und Klasse SP7, zusätzlich Sieg in der Klasse E1-XP Hybrid und 2. Platz in der Klasse SP7
- 2013: Sieg in der Klasse SP 7 (7. im Gesamtklassement)
- 2014: 3. Platz in der Klasse SP7
- 2016: Sieg in der Klasse SP-X
- 2017: Sieg in der Klasse SP7, 2. Platz in der Klasse SP-X
- 2018: Sieg im Gesamtklassement
- 2021: Sieg im Gesamtklassement

### 12-Stunden-Rennen von Bathurst (Bathurst 12 Hour)
- 2023: 2. Platz in Gesamtklassement und Pro-Klasse
- 2024: Sieg im Gesamtklassement, zusätzlich Sieg in der Pro-Am-Klasse (9. im Gesamtklassement)

### Nürburgring Langstrecken-Serie(bis 2019 VLN)
(Quelle: )
- 2012: Sieg beim 2. und 3. Lauf
- 2016: Sieg beim 7. Lauf
- 2017: Sieg beim 1., 2., 5., 7. und 9. Lauf
- 2018: Sieg beim 1. Lauf
- 2019: Sieg und 2. Platz beim 3. Lauf
- 2021: Sieg beim 2. Lauf

### Porsche Supercup
- 1996: 4. Platz in der Teamwertung
- 1997: Sieg in der Teamwertung, Sieg und 2. Platz in der Fahrerwertung
- 1998: Sieg in der Teamwertung, Sieg und 2. Platz in der Fahrerwertung
- 1999: Sieg in der Teamwertung, Sieg in der Fahrerwertung
- 2000: Sieg in der Teamwertung, Sieg in der Fahrerwertung
- 2001: 3. Platz in der Teamwertung
- 2002: 4. Platz in der Teamwertung